# Eakerita
L'eakerita és un mineral de la classe dels silicats. Va ser anomenat així en honor de Jack Eaker, un enginyer de mines.

## Característiques
L'eakerita és un silicat de fórmula química Ca₂Sn⁴⁺Al₂Si₆O₁₈(OH)₂(H₂O)₂. Cristal·litza en el sistema monoclínic. La seva duresa a l'escala de Mohs és 5,5.
Segons la classificació de Nickel-Strunz, l'eakerita és un ciclosilicat amb ramificacions úniques de 4 enllaços de [Si₄O₁₂]8-

## Formació i jaciments
Ha estat descrita a prop del llac Làdoga (Rússia) i a Carolina del Nord (la seva localitat tipus).